# Стюарт, Эйприл
Эйприл Стюарт (англ. April Stewart, род. 8 февраля 1968) — американская актриса озвучивания. Также иногда использует псевдоним Грейси Лазар (англ. Gracie Lazar). Эйприл наиболее известна благодаря озвучиванию в сатирическом анимационном сериале «South Park» таких персонажей, как Лиэн Картман, Шэрон Марш, Венди Тестабургер, миссис Маккормик, Шелли Марш, мэр Мэкдэниэлс, директриса Виктория, мисс Крабтри и других. Также она озвучивает Марию Ривера в сериале «Эль Тигре: Приключения Мэнни Риверы».
Родилась в Траки, Калифорния, и начала заниматься актёрством с 4 лет. Её отец, Фредди Стюарт, был певцом в оркестре Томми Дорси.
Помимо озвучивания множества ролей в «South Park» и одной роли в «El Tigre», она озвучивает в сериале «Американский папаша!» роли Салимы и Бахира (эта работа была получена ей недавно). Эйприл также была задействована в озвучивании игр Dirge of Cerberus: Final Fantasy VII, Marvel: Ultimate Alliance, Final Fantasy XII, Dead or Alive Xtreme 2, Age of Empires III, Dishonored. Также Эйприл озвучила Пандору в одном из эпизодов сериала «Дэнни-призрак».
В 2007 году Эйприл дала интервью, где сказала, что ждёт своего первого ребёнка, и родит его во время работы над 12 сезоном «South Park». Родился ребёнок в апреле 2008 года.